# Senna kołysanka
Senna kołysanka – singel polskiej wokalistki Krystyny Prońko, zawierający utwory z albumu Lato Muminków. 
Muzykę do tej muzycznej bajki dla dzieci, opartej na książce Tove Jansson pod tym samym tytułem, skomponował Tadeusz Woźniak. Słowa piosenek napisał Bogdan Chorążuk. Album, wydany przez Wifon, a wyprodukowany w Pronicie, ukazał się w 1978 i był jednym z dużych sukcesów Tadeusza Woźniaka, a „Senna kołysanka” stała się też przebojem wykonawczyni – Krystyny Prońko. Na stronie B singla umieszczono inną piosenkę z tej samej baśni – „Na drogach i bezdrożach”.
Winylowy, 7-calowy singel odtwarzany z prędkością 45 obr./min wydany został w 1979 przez firmę Tonpress (S 154).

## Muzycy
- Krystyna Prońko – śpiew
- zespół instrumentalny

## Lista utworów
Strona A
1. „Senna kołysanka” (muz. Tadeusz Woźniak, sł. Bogdan Chorążuk) 2:53

Strona B
1. „Na drogach i bezdrożach” (muz. Tadeusz Woźniak, sł. Bogdan Chorążuk) 2:35